# 周龙光
周龙光（1885年—？），字二为，安徽省定远县池河镇人。中华民国政治人物、外交官。

## 生平
周龙光毕业于东京帝国大学法学部。归国后，他曾任北京大学法科教授，督办鲁案事宜公署秘书。民国14 年（1925年），他出任北京政府司法部参事，特别关税会议专门委员。民国15年（1926年）7月，他再度任司法部参事。同年6月，他任国民政府外交部第二司司长（后该司更名为亚州司），任内曾经参与商定《日支条约》。民国20年（1931年），他出任天津市市长，不久辞职。民国24年（1935年），他任冀察政务委员会参议兼外交委员会委员。抗日战争爆发后，他任中日经济协议会秘书长。